# L'Enclave-de-la-Martinière
L'Enclave-de-la-Martinière era una comuna francesa, que estaba situada en el departamento de Deux-Sèvres, de la región de Nueva Aquitania, que el uno de enero de 1973 fue suprimida al fusionarse con la comuna de Saint-Léger-lès-Melle, formando la comuna de Saint-Léger-de-la-Martinière.

## Demografía
| Gráfica de evolución demográfica de L'Enclave-de-la-Martinière entre 1800 y 1968 |
|                                                                                  |

Los datos demográficos contemplados en este gráfico de la comuna de L'Enclave-de-la-Martinire se han cogido de 1800 a 1968 de la página francesa EHESS/Cassini.